# Laßnitzthal
Laßnitzthal är en ort i kommunen Gleisdorf i distriktet Weiz i förbundslandet Steiermark i Österrike. Laßnitzthal var tidigare en självständig kommun, men blev den 1 januari 2015 en del av kommunen Gleisdorf.
Kommunen bestod av två orter (Ortschaften) (inom parentes invånarantal 1 januari 2024):
- Hart (232)
- Laßnitzthal (859)